# Väike-Maarja
Pour la commune, voir Väike-Maarja (commune).
Väike-Maarja (autrefois Klein St. Marien) est un petit bourg (alevik) d'Estonie de 2 500 habitants (en 2008) appartenant à la commune de Väike-Maarja dans le Virumaa occidental.
Au 31 décembre 2011, il compte 1175 habitants.

## Histoire
Le village a été fondé sous le nom de Klein St. Marien (Petit Sainte-Marie) au XIVe siècle à l'époque de la confédération livonienne.

## Architecture
- Église Sainte-Marie, construite au XIVe siècle

## Personnalités
- Aile Asszonyi (1975-), chanteuse d’opéra
- Eda-Ines Etti (1981-), chanteur
- Vello Jürna (1959–2007), chanteur d’opéra
- Alar Kotli (1904–1963), architecte
- Jakob Liiv (1859–1938), poète et écrivain
- Georg Lurich (1876-1920), champion de lutte gréco-romaine
- Kersti Merilaas (1913–1986), poète et traducteur
- Kuno Pajula (1924-), archevêque
- Priit Raik (1948–2008), compositeur, chef d'orchestre
- Anton Hansen Tammsaare (1878–1940), écrivain
- Kaido Höövelson (1984-), lutteur de sumo sous le pseudonyme de Baruto Kaito

## Galerie

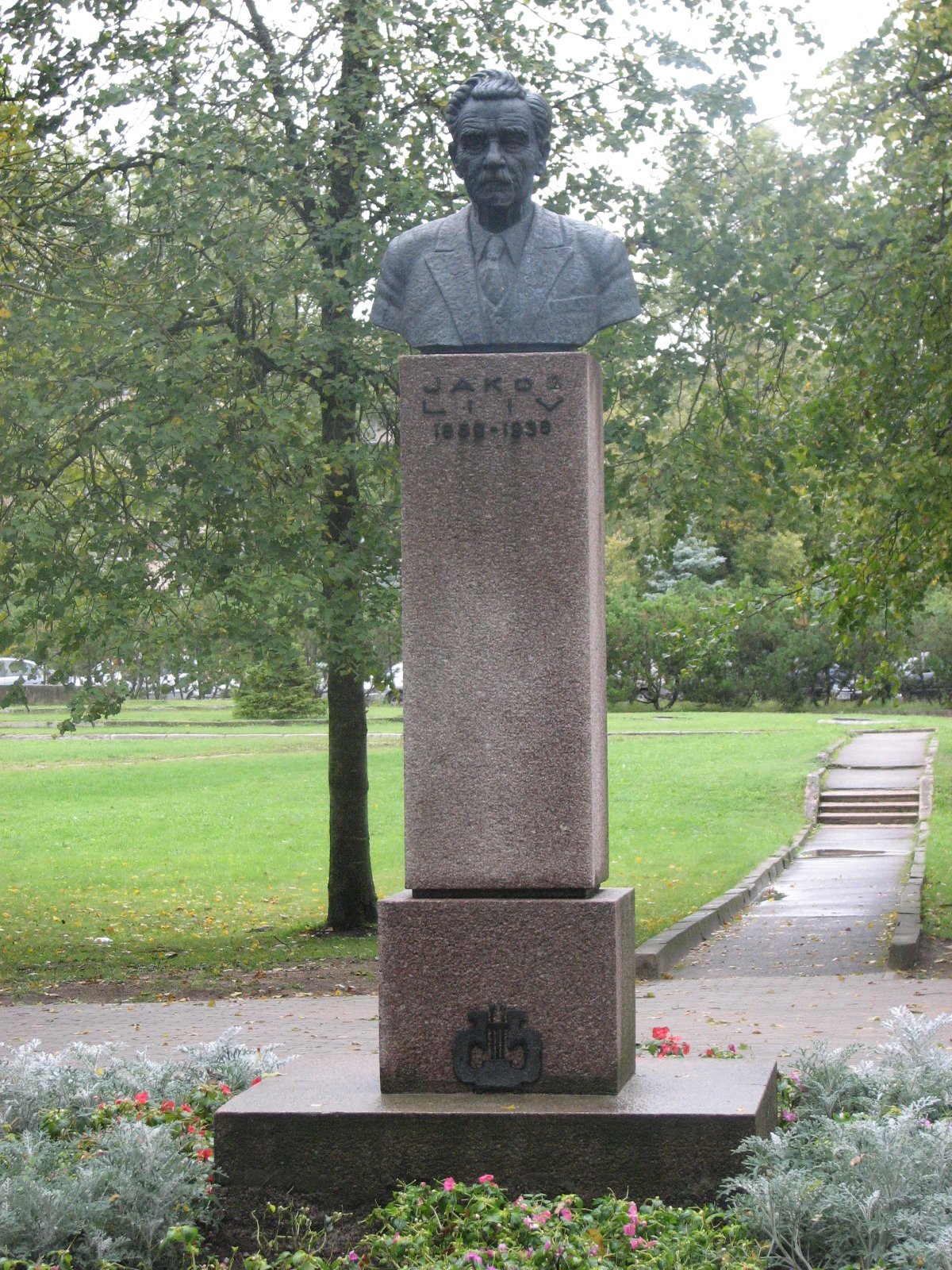
Statue de Jakob Liiv, dramaturge estonien
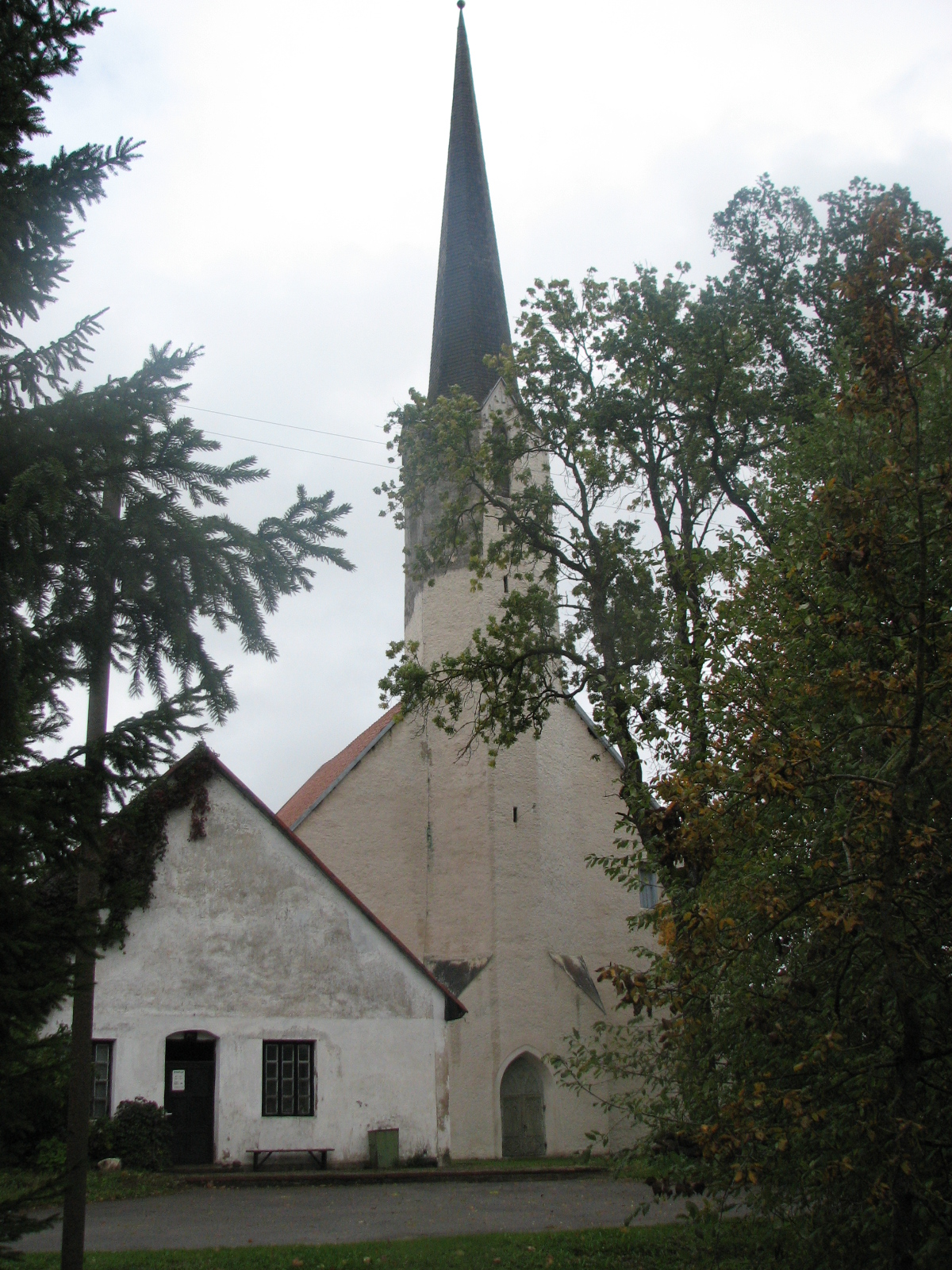
Clocher de l'église
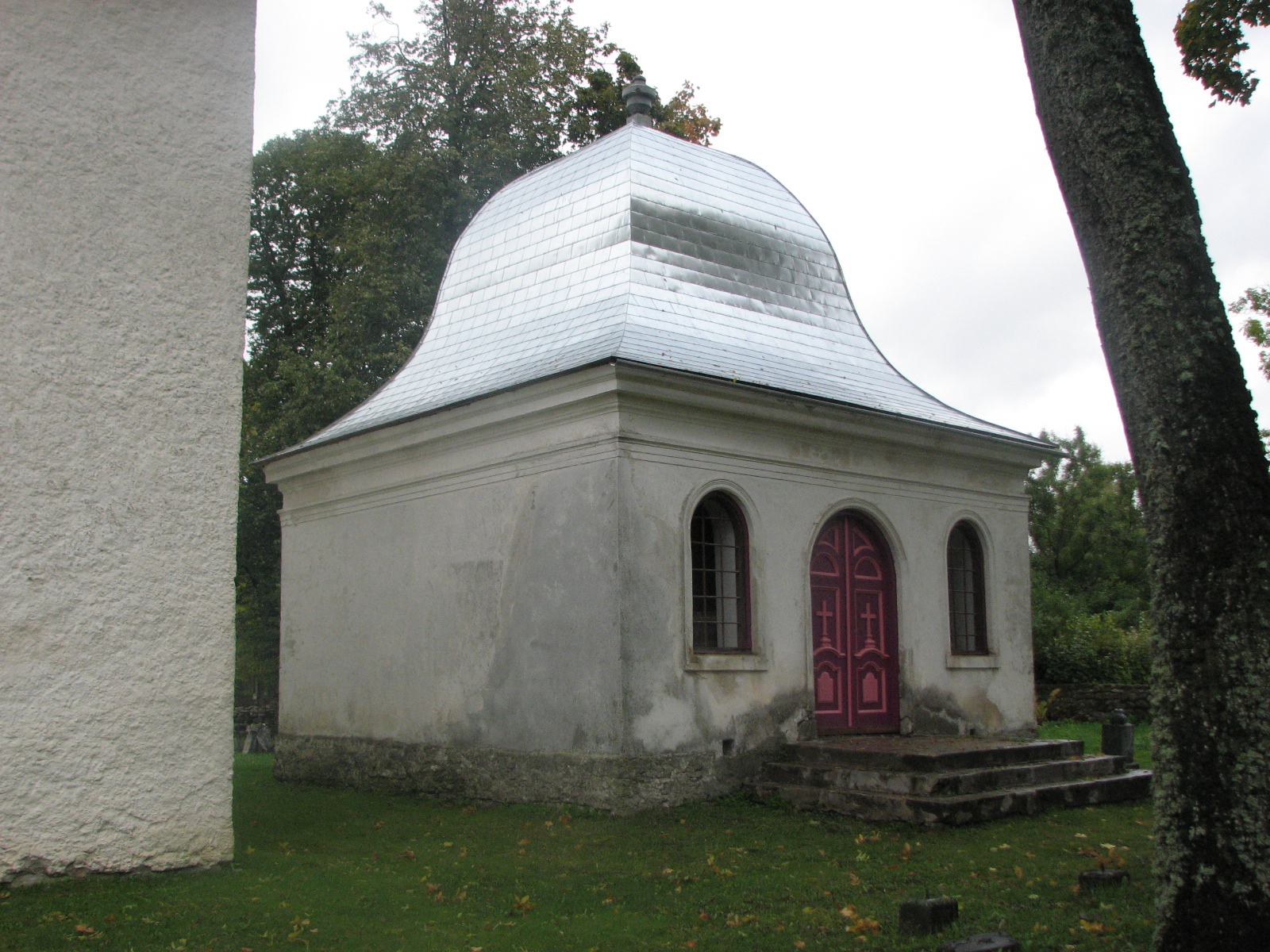
Chapelle à côté de l'église
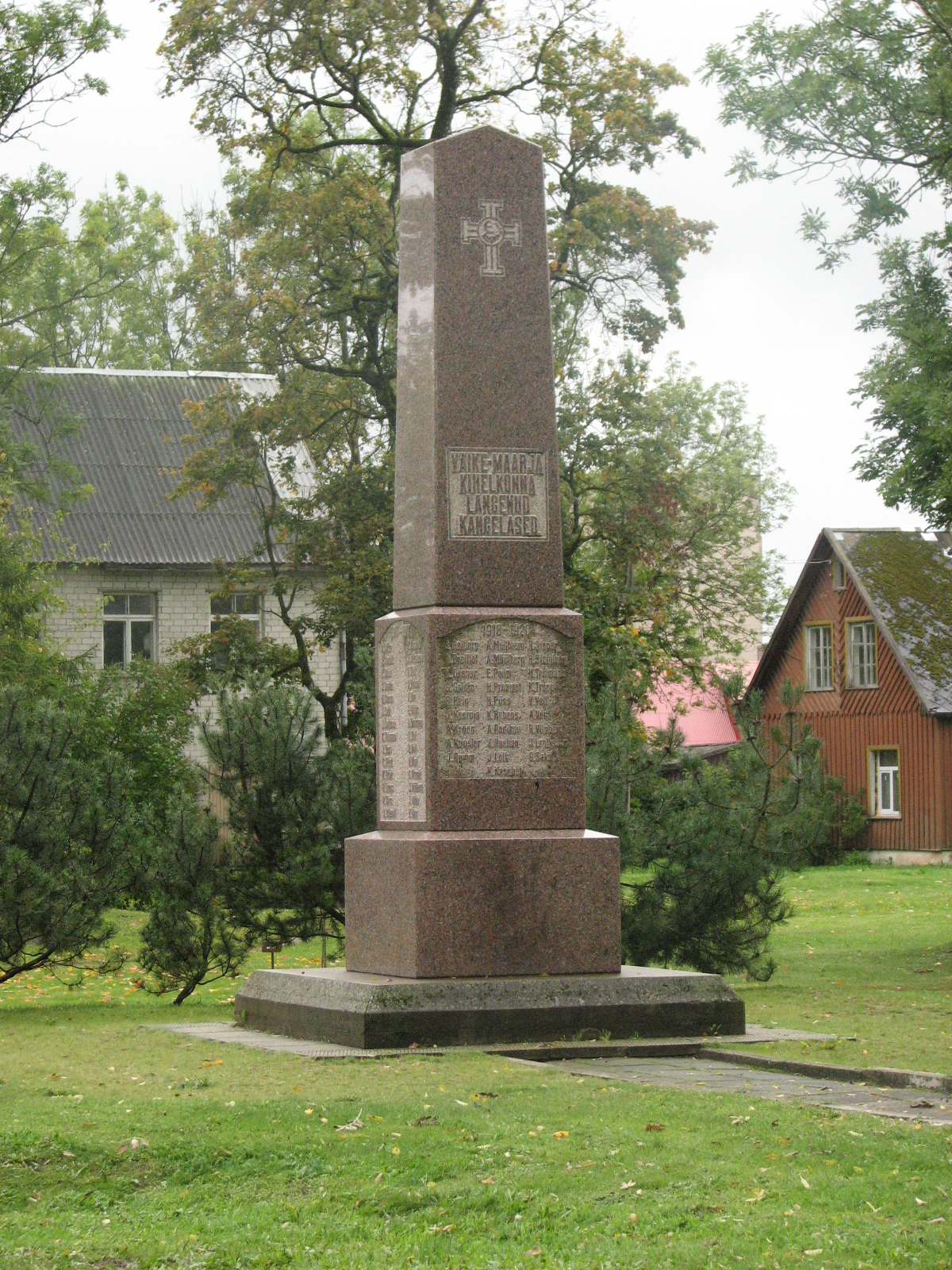
Monument aux morts de la guerre d'indépendance, datant de 1991